# Subdominant
Subdominant er en musikalsk term inden for harmonilære. Betegner den akkord, der findes på skalaens fjerde trin, eller mere korrekt, den akkord hvis grundtone befinder sig en kvint under skalaens grundtone (tonika). Kaldes også på dansk for toneartens underdominant. f.eks. er F subdominant til C, hvis C er tonika.
Lydprøve af toneintervallet kvint: faldende:  C-F ? og  stigende:  C-G ?
| Musik | Spire Denne musikartikel er en spire som bør udbygges. Du er velkommen til at hjælpe Wikipedia ved at udvide den. |